# Overboard
Overboard (titulada: Un mar de líos en España y Hombre nuevo, vida nueva o Fuera de borda en Hispanoamérica) es una película de comedia romántica estadounidense de 1987 protagonizada por Goldie Hawn y Kurt Russell. Fue dirigida por Garry Marshall, producida por el actor Roddy McDowall e inspirada en la película de 1974 Swept Away. Overboard fue adaptada en la serie de Corea del Sur Couple or Trouble.

## Sinopsis
Joanna Stayton es una millonaria caprichosa y Dean Proffitt un carpintero que lucha tratando de seguir adelante con sus cuatro hijos. 
Después de haber hecho un trabajo que ella se niega a pagarle por no haber quedado satisfecha, Joanna cae del barco y sufre de amnesia; Dean, por su parte, decide vengarse de ella haciéndole creer que es su esposa y la madre de sus cuatro hijos.

## Reparto
| Actor             | Personaje                       |
| ----------------- | ------------------------------- |
| Kurt Russell      | Dean Proffitt                   |
| Goldie Hawn       | Joanna Stayton / Annie Proffitt |
| Edward Herrmann   | Grant Stayton III               |
| Katherine Helmond | Edith Mintz                     |
| Roddy McDowall    | Andrew                          |
| Mike Hagerty      | Billy Pratt                     |
| Brian Price       | Travis Proffitt                 |
| Jared Rushton     | Charlie Proffitt                |
| Jamie Wild        | Greg Proffitt                   |
| Jeffrey Wiseman   | Joey Proffitt                   |

## Taquilla
La película recaudó cerca de $27 millones de dólares en Estados Unidos.

## Remake
Al principio se planeó realizar un remake en 2016, con Jennifer Lopez y Will Smith, quienes la producirían junto con James Lassiter. Pero finalmente la cinta fue realizada como una coproducción mexicana-estadounidense, protagonizada por el actor y comediante mexicano Eugenio Derbez y la actriz estadounidense Anna Faris, la cual también se tituló Overboard y en español ¡Hombre al agua!. Esta película se estrenó en México el 10 de mayo de 2018.